# غوردون سميث (لاعب كرة قدم أمريكية)
غوردون سميث (بالإنجليزية: Gordon Smith)‏ هو لاعب كرة قدم أمريكية أمريكي، ولد في 9 أبريل 1939 في دوغلاس في الولايات المتحدة.